# Kordel (Eifel)

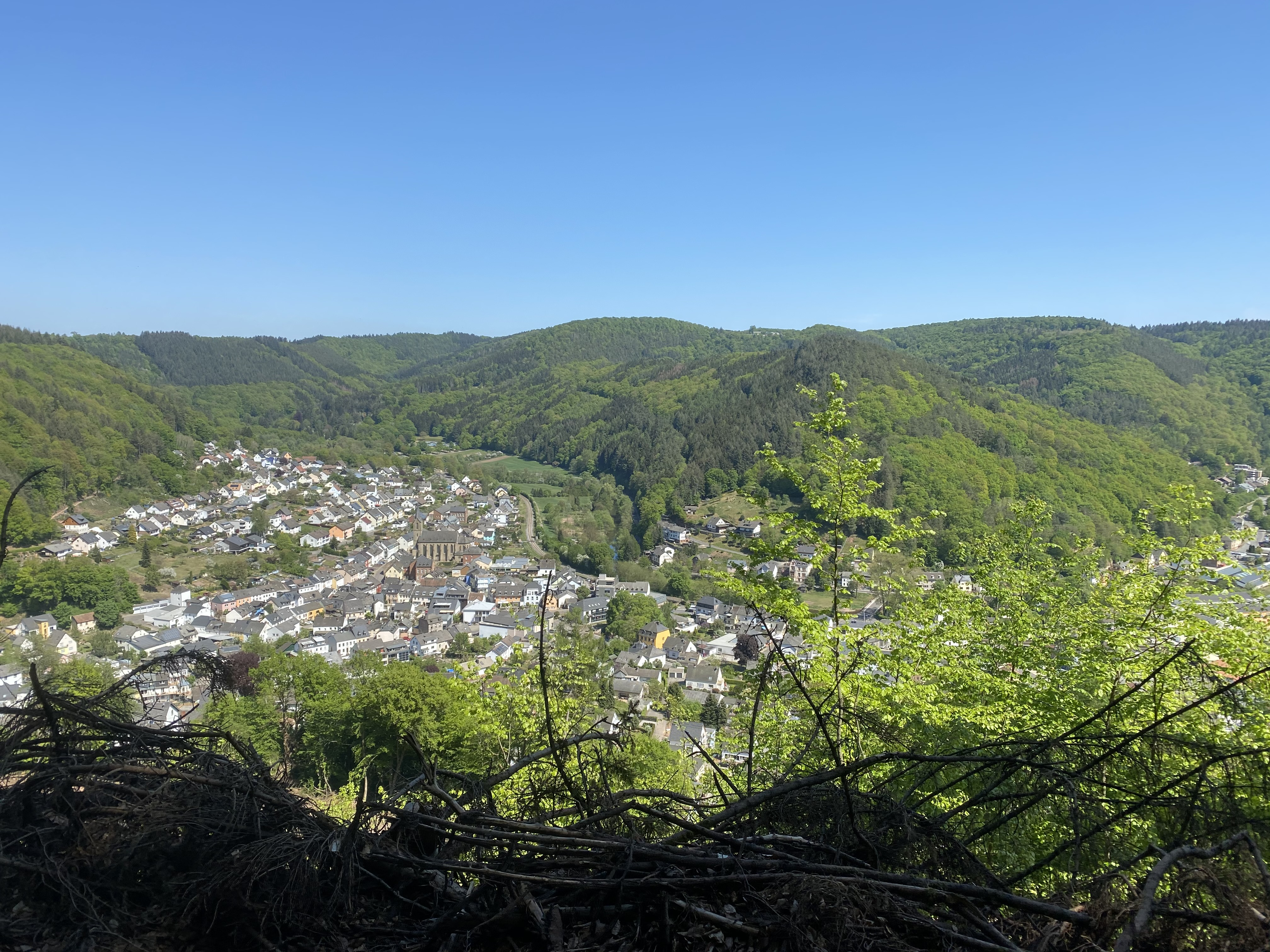
Kordel von oben gesehen

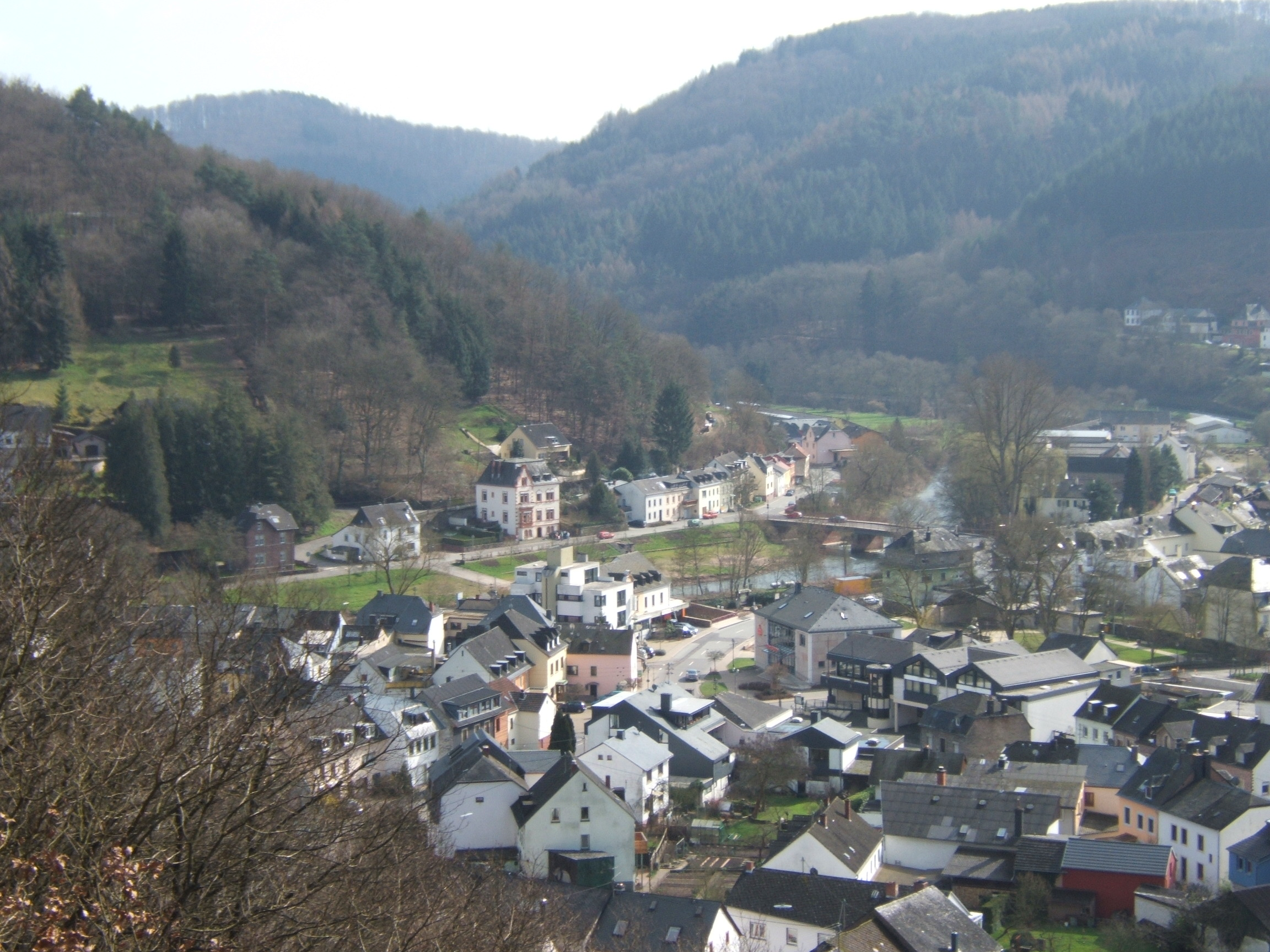
Kordel vom Norden aus gesehen

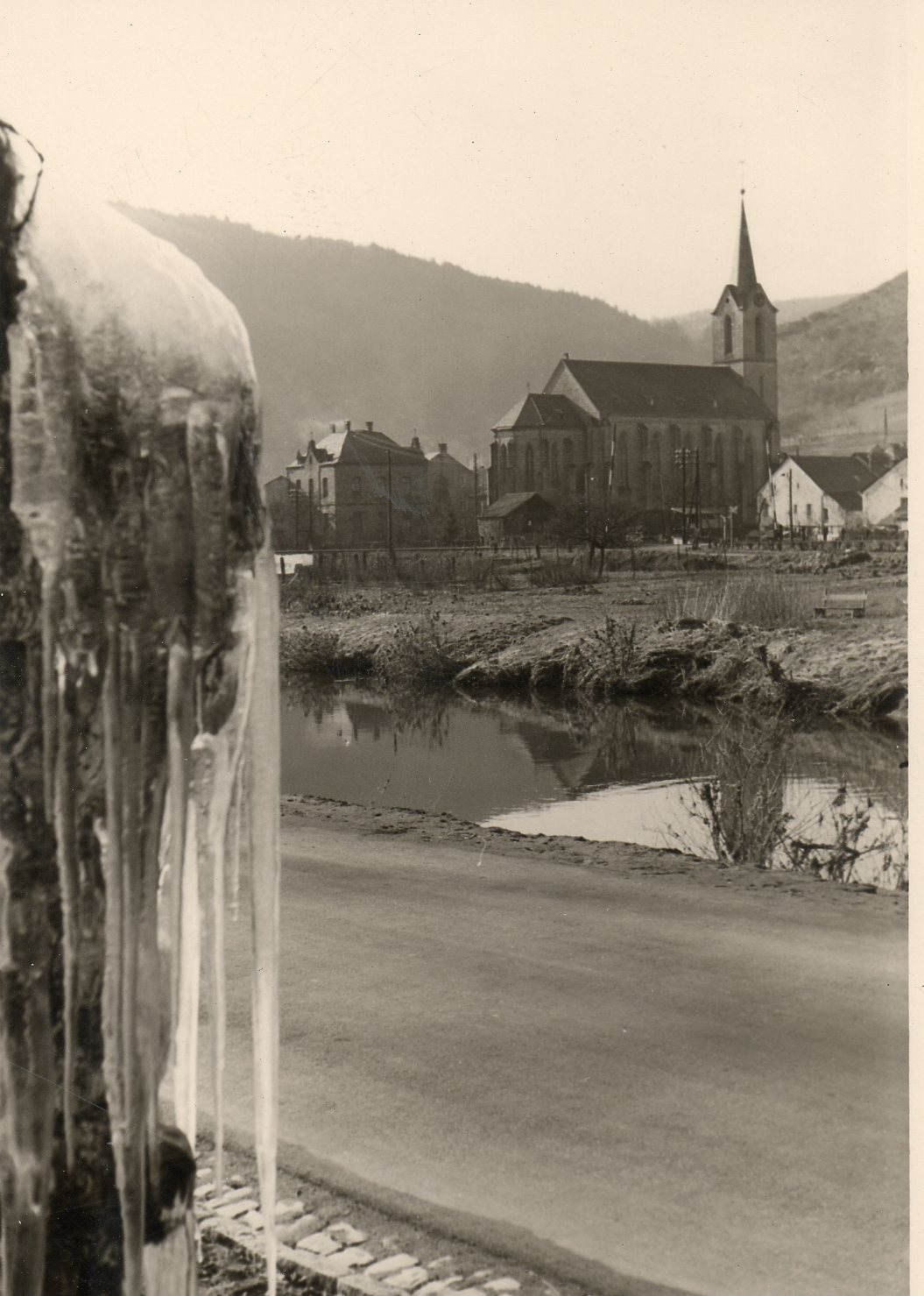
Kordel um 1957

Kordel, amtliche Schreibweise bis 15. Mai 1936: Cordel, ist eine Ortsgemeinde im Landkreis Trier-Saarburg in Rheinland-Pfalz. Sie gehört der Verbandsgemeinde Trier-Land an. Kordel ist ein staatlich anerkannter Erholungsort.

## Geographie
Kordel liegt in der Eifel am Fluss Kyll und an der Bundesstraße 422 zwischen Trier-Ehrang und Welschbillig sowie an der Landesstraße 43 zwischen Butzweiler und Daufenbach (Zemmer).
Die größeren Zuflüsse der Kyll bei Kordel sind der Welschbilligerbach, der Kimmlinger Bach, der Butzerbach, der Lohrbach und der Kutbach.
Zur Ortsgemeinde Kordel gehören die Ortsteile Burg Ramstein und Hochmark, der 1953 eingegliederte Ortsteil Kimmlingen sowie die Wohnplätze Kimmerbach, Kimmlingerhof, Ramsteinerbrücke, Reitzenmühle und Kylltalbad.

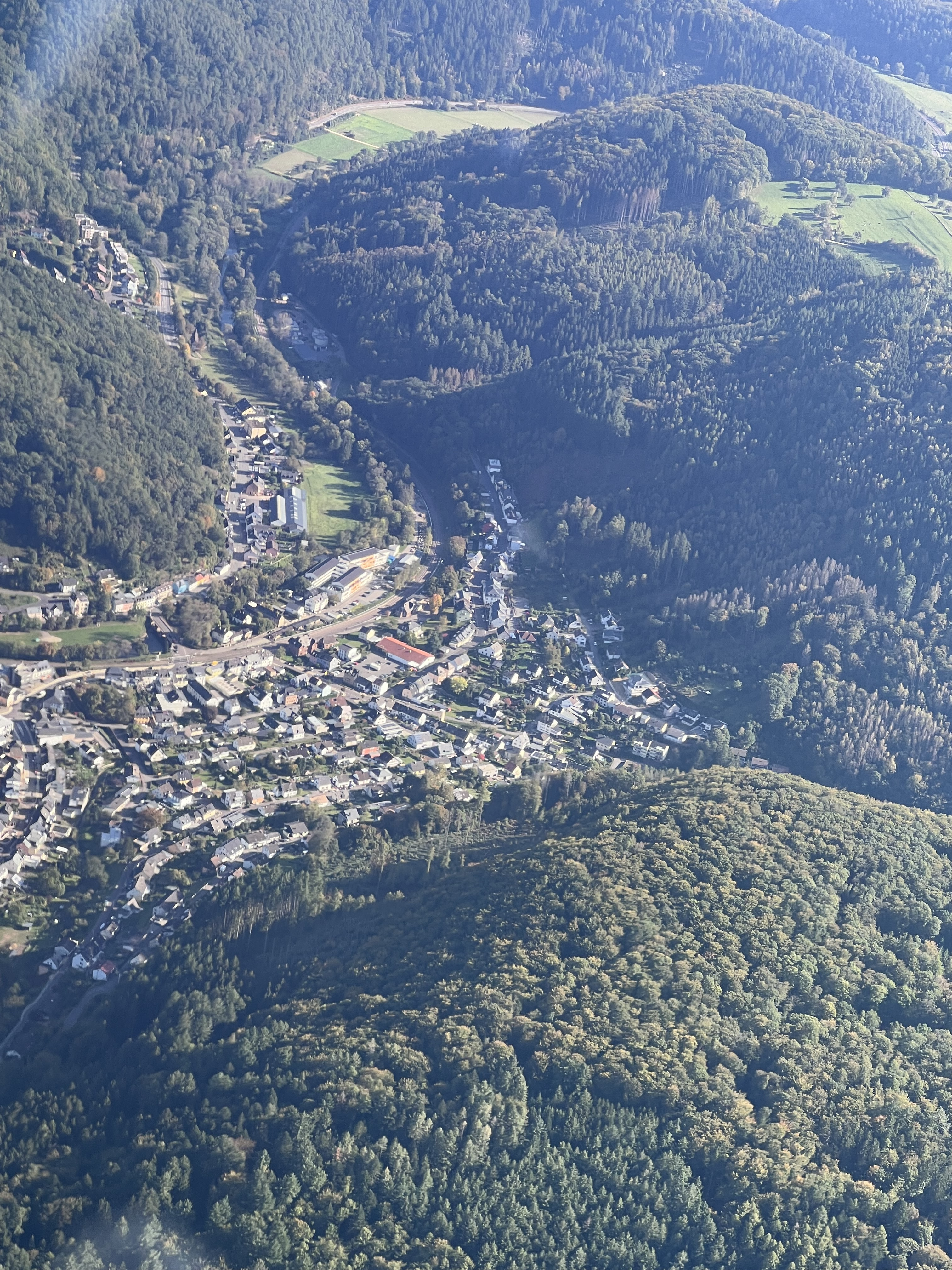
Kordel (Luftaufnahme)
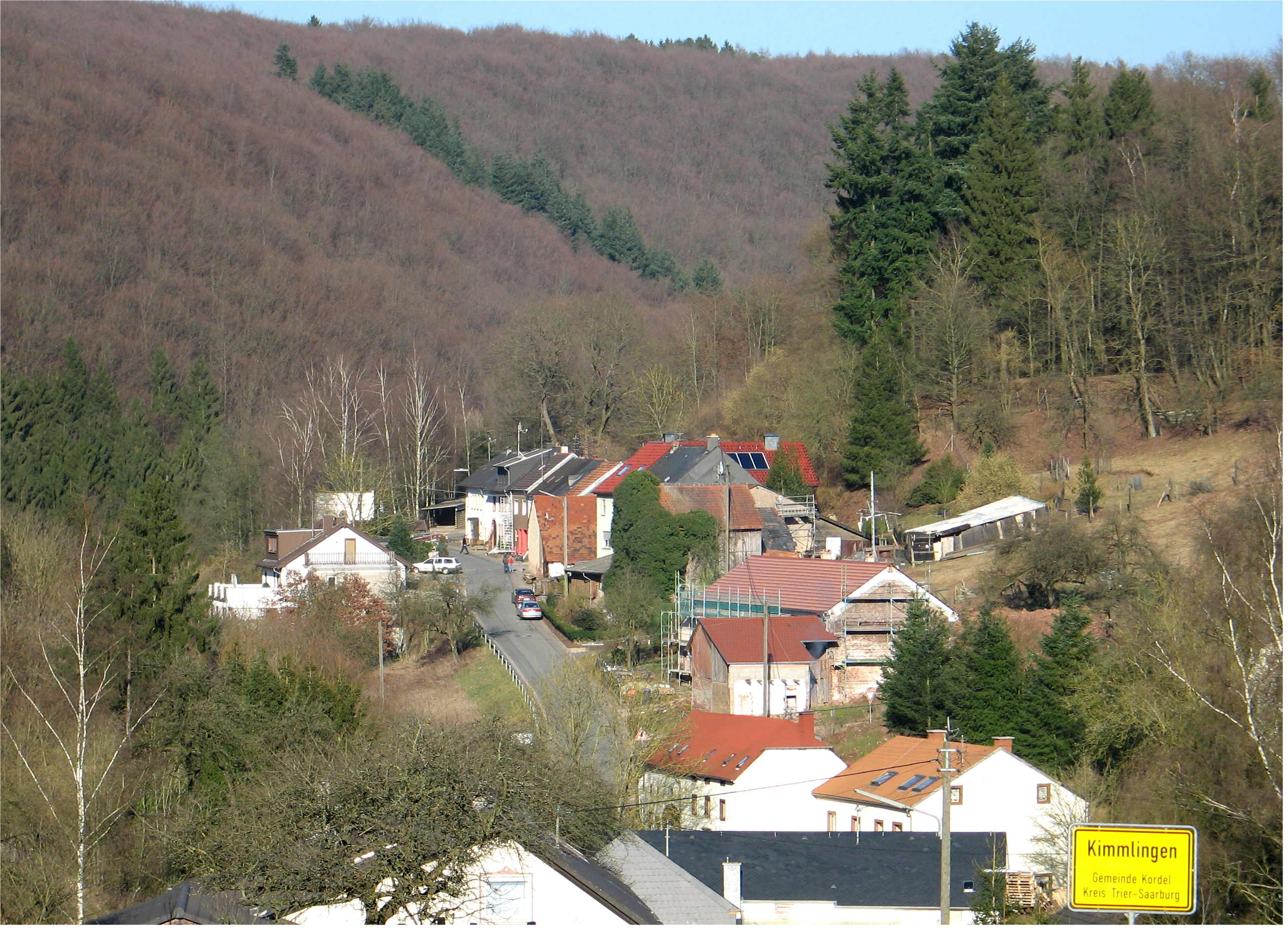
Kimmlingen
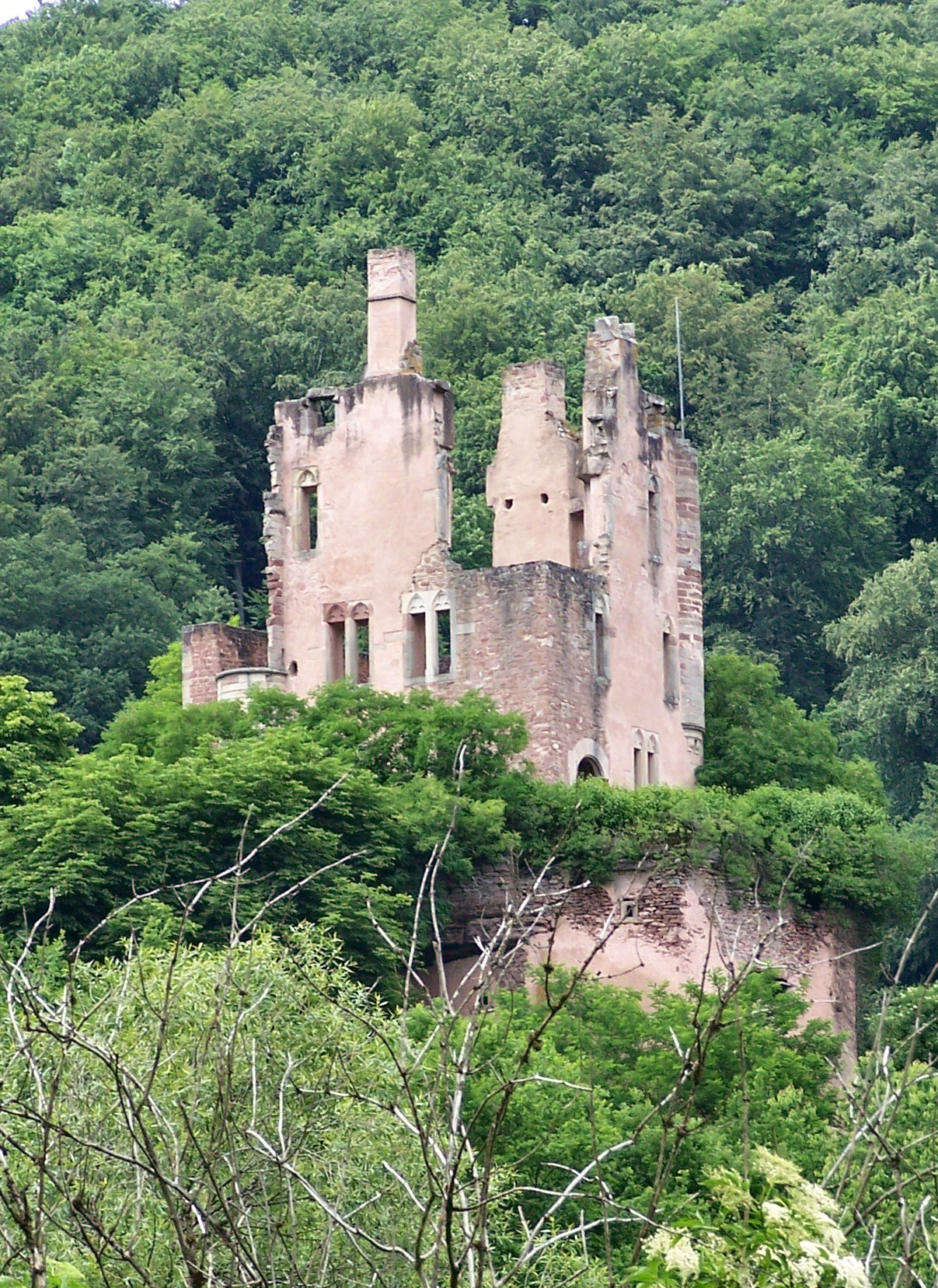
Burg Ramstein
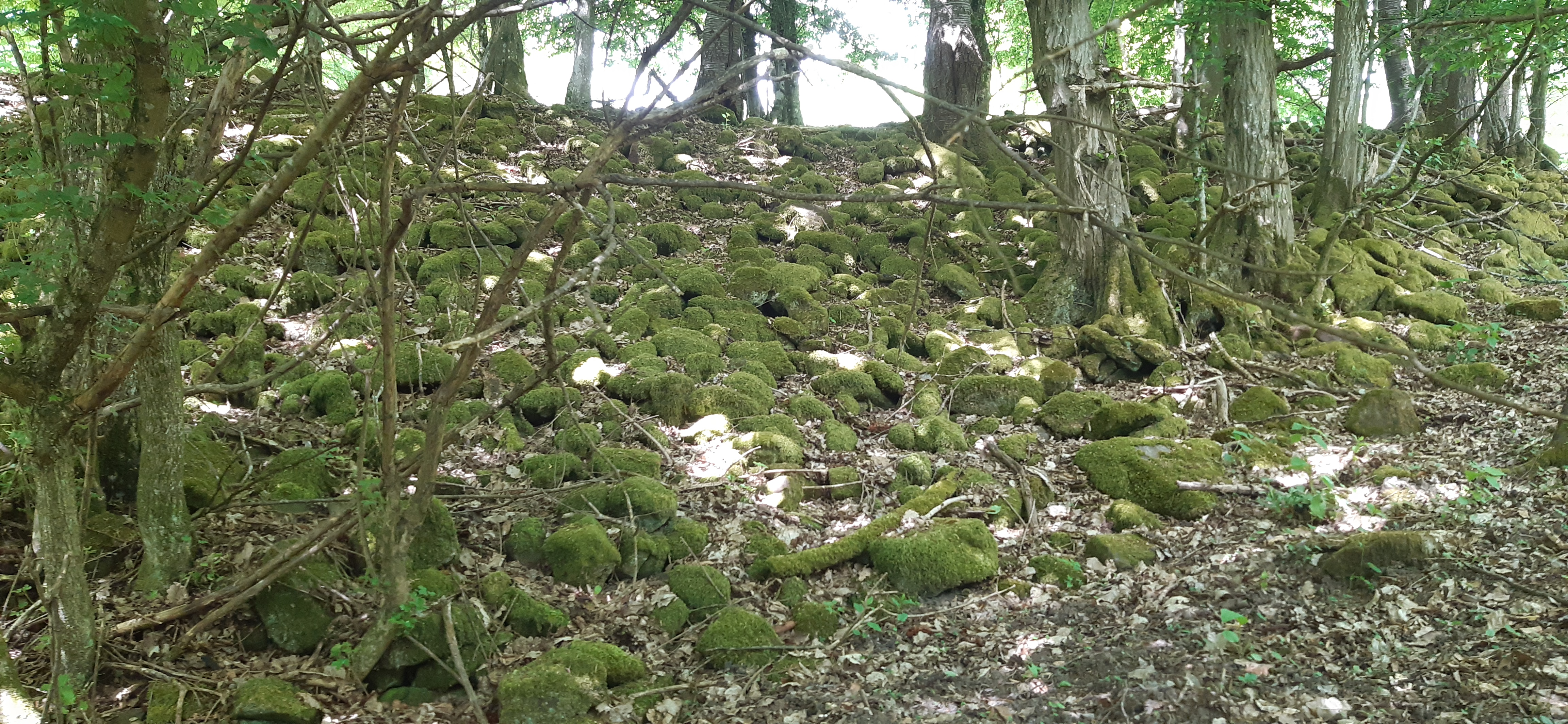
Reste der latenezeitlichen Ringwallanlage Burgberg nordöstlich des Ortes

## Geschichte
Eine erste urkundliche Notiz des Ortes ist auf das Jahr 1023 zurückzuführen. Zur Entstehung des Namens hat, laut herrschender Meinung der Heimatforscher, ein erzbischöfliches Gut beigetragen, das den Namen cordula bzw. cortellum führte. Dieses bischöfliche Gut lag nach historischer Manifestierung in der Nähe der Burg Ramstein. Erste urkundliche Erwähnungen dieses Gutes stammen aus dem Jahre 1138.
Der Ort gehörte bis zum Ende des 18. Jahrhunderts zum kurtrierischen Amt Pfalzel. Nach der Inbesitznahme des Linken Rheinufers durch französische Revolutionstruppen gehörte der Ort von 1798 bis 1814 zum Kanton Pfalzel im Saardepartement und kam 1815 aufgrund der auf dem Wiener Kongress getroffenen Vereinbarungen zum Königreich Preußen. Im Jahr 1816 wurde die Gemeinde dem Landkreis Trier zugeordnet und gehörte von 1822 an zur Rheinprovinz.
Der Ort Kordel erstreckte sich auf der Preußischen Kartenaufnahme (1843–1873) auf Gebiete rechts der Kyll und links des Cordellbachs.
Im Juli 2021 wurde der Ort bei einem extremen Hochwasser in Europa sehr stark in Mitleidenschaft gezogen. Die amerikanische Tageszeitung New York Times berichtete darüber mit einem Foto eines in den Fluten stehenden Zuges in Kordel auf der Titelseite.

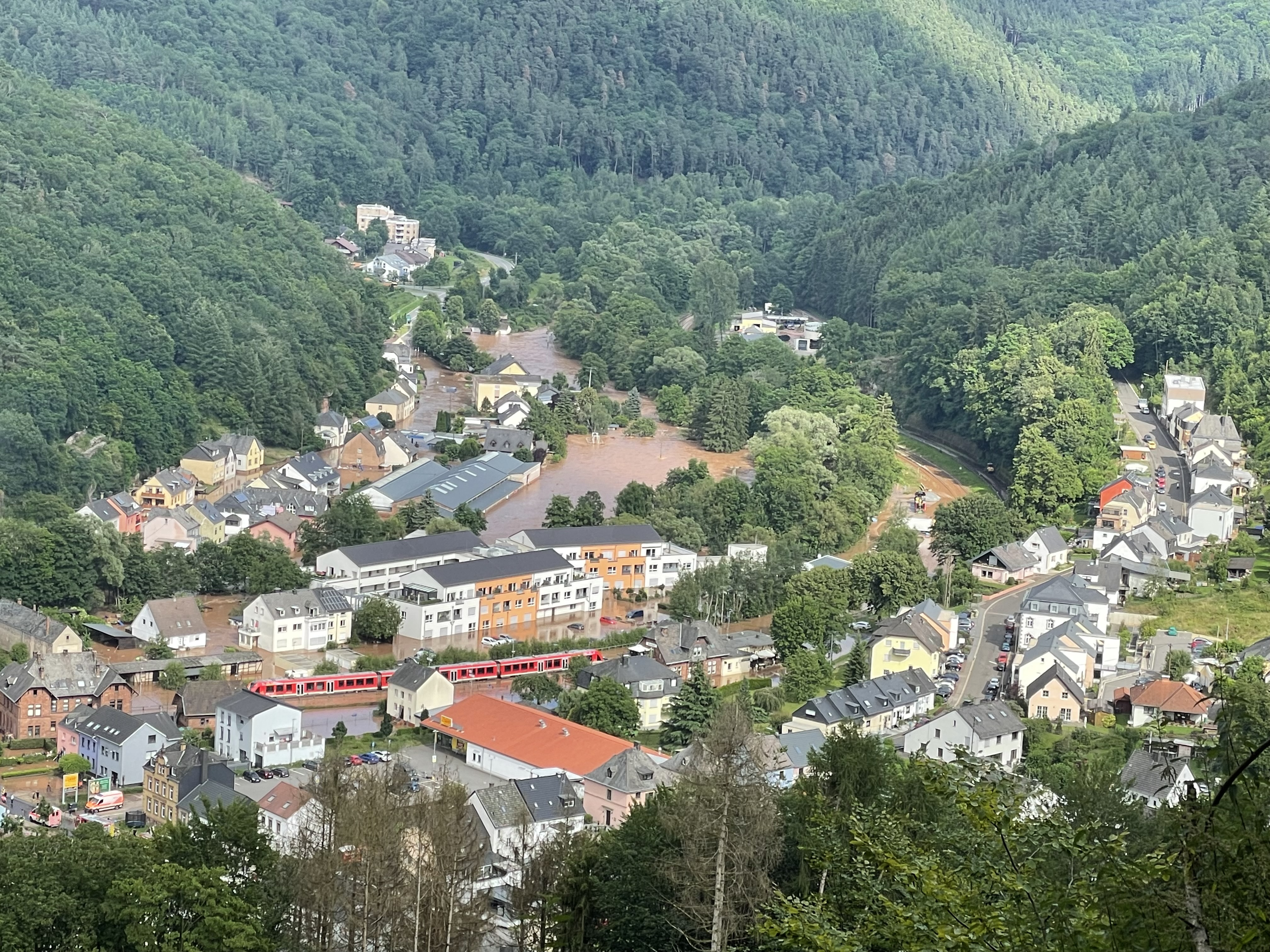
Hochwasserkatastrophe 2021 in Kordel
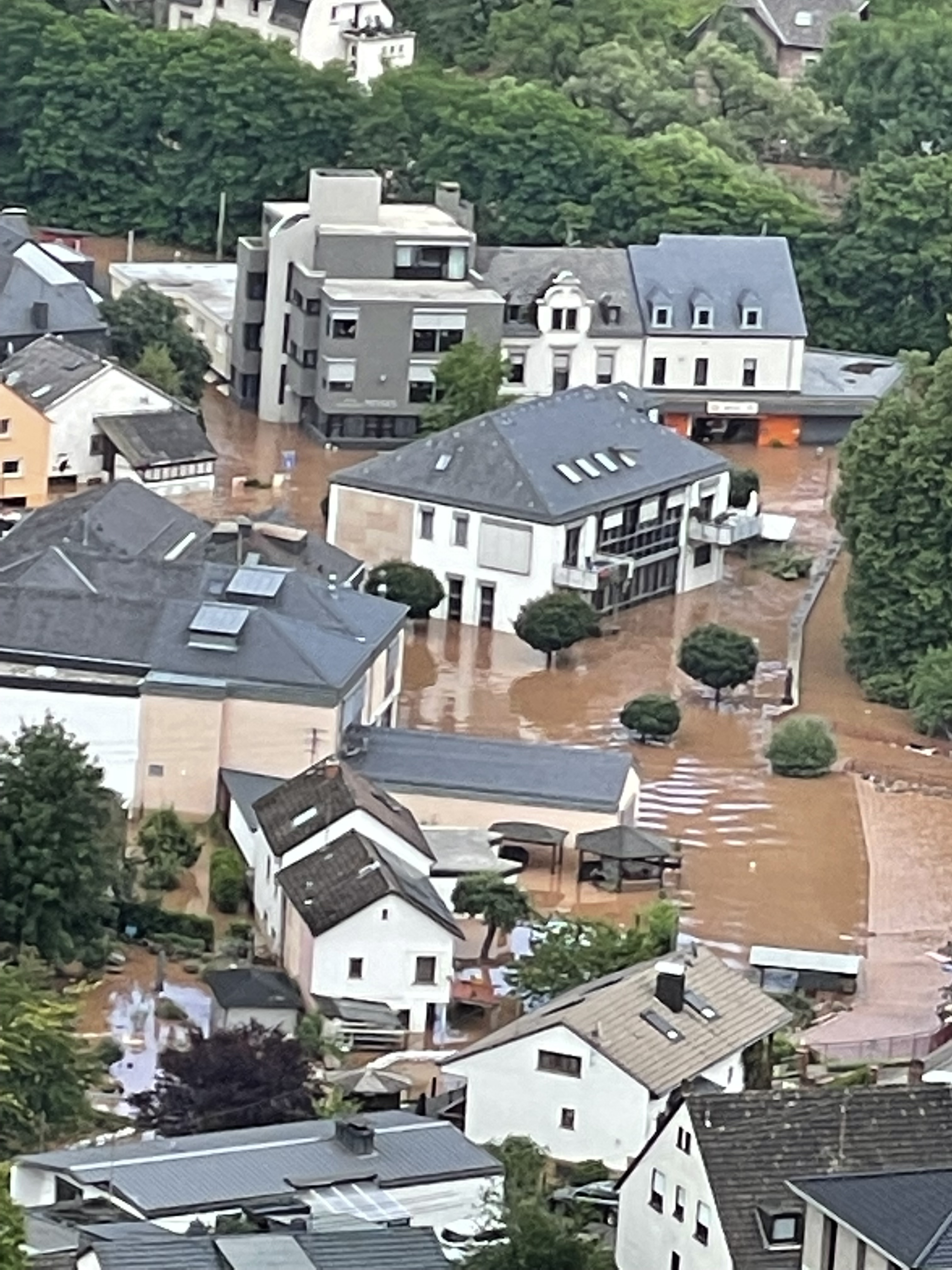
Überfluteter Ortskern 2021

Die Feierlichkeiten 1000 Jahre Kordel fanden im August 2023 unter dem Motto zusammen stehn – nach vorne sehn statt.
Bevölkerungsentwicklung
Die Entwicklung der Einwohnerzahl der Gemeinde Kordel bezogen auf das heutige Gemeindegebiet, die Werte von 1871 bis 1987 beruhen auf Volkszählungen:
| Jahr | Einwohner |
| ---- | --------- |
| 1815 | 410       |
| 1835 | 544       |
| 1871 | 656       |
| 1905 | 1.112     |
| 1939 | 1.642     |
| 1950 | 1.824     |

| Jahr | Einwohner |
| ---- | --------- |
| 1961 | 2.168     |
| 1970 | 2.296     |
| 1987 | 2.291     |
| 1997 | 2.288     |
| 2005 | 2.174     |
| 2023 | 2.142     |

## Politik

### Gemeinderat
Der Ortsgemeinderat in Kordel besteht aus 16 Ratsmitgliedern, die bei der Kommunalwahl am 9. Juni 2024 in einer personalisierten Verhältniswahl gewählt wurden, und dem ehrenamtlichen Ortsbürgermeister als Vorsitzendem.
Die Sitzverteilung im Ortsgemeinderat:
| Wahl | SPD | CDU | FWG* | Gesamt   |
| ---- | --- | --- | ---- | -------- |
| 2024 | 5   | –   | 11   | 16 Sitze |
| 2019 | 3   | 3   | 10   | 16 Sitze |
| 2014 | 3   | 3   | 10   | 16 Sitze |
| 2009 | 3   | 3   | 10   | 16 Sitze |
| 2004 | 4   | 3   | 9    | 16 Sitze |
| 1999 | 6   | 5   | 5    | 16 Sitze |

* FWG = Freie Wählergruppe Kordel e. V.

### Ortsbürgermeister
Medard Roth ist seit 1999 Ortsbürgermeister von Kordel. Bei der Direktwahl am 9. Juni 2024 wurde er mit einem Stimmenanteil von 59,7 % für weitere fünf Jahre in seinem Amt bestätigt.
Der Vorgänger war von 1989 bis 1999 Alfred Roth.

### Kommunalpartnerschaft
- Stadt St. Goar am Rhein, seit 2021

## Sehenswürdigkeiten
Bei Kordel befinden sich die Burg Ramstein und die Genovevahöhle. Vor dieser Höhle wurden Feuersteinsplitter und Schaber aus der älteren Steinzeit sowie Steinbeile und Speerspitzen aus der jüngeren Steinzeit gefunden.
Im Übrigen lassen sich Teile der römischen Langmauer auf der Gemarkung der Ortsgemeinde nachweisen.
Nahe der Burg befinden sich die Butzerbachfälle, eine Folge von Wasserfällen über Buntsandsteinbänke, die durch einen Pfad mit einer 30 Meter langen Netzbrücke erschlossen ist.
Unweit des südöstlichen Ortseingangs befindet sich oberhalb des Ramsteiner Wegs die Mariengrotte, mit der sog. „Madonna von Kordel“. Die etwa 1,60 m hohe, farbig gestaltete Steinskulptur befand sich bis Ende der 1950er Jahre am Eingang der Sakristei der Kordeler St.-Amandus-Kirche, bevor man sie in der Mariengrotte allgemein sichtbarer platzierte. 2020 wurde sie erstmals gründlich restauriert.

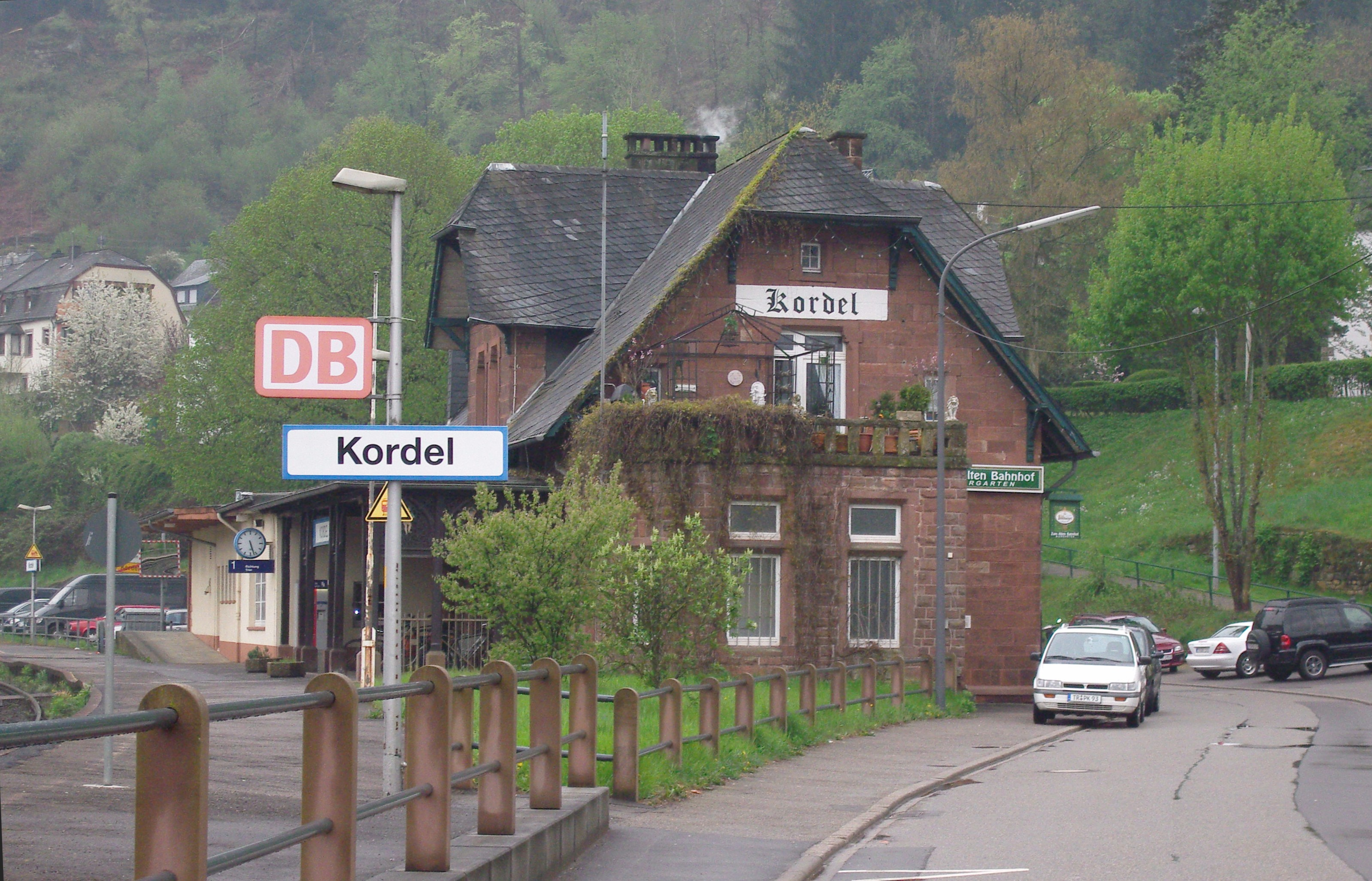
Bahnhof Kordel an der Eifelbahn

## Öffentlicher Personennahverkehr
Der Bahnhof Kordel liegt an der Eifelbahn Köln–Euskirchen–Gerolstein–Trier. Unter dem Markennamen VAREO verkehren die Züge des Schienenpersonennahverkehrs der RB 22:
| Linie       | Verlauf | Takt   |
| ----------- | --- | ------ |
| RE 22 RB 22 | Eifel-Express: Köln Messe/Deutz – Köln Hbf – Köln West – Köln Süd – Erftstadt – Weilerswist – Euskirchen – Mechernich – Kall – Urft (Steinfeld) – Nettersheim – Blankenheim (Wald) – Schmidtheim – Dahlem (Eifel) – Jünkerath – Lissendorf – Oberbettingen-Hillesheim – Gerolstein (Gattungswechsel RE/RB) – Birresborn – Mürlenbach – Densborn – Usch/Zendscheid – St. Thomas – Kyllburg – Bitburg-Erdorf – Hüttingen – Philippsheim – Speicher – Auw an der Kyll – Daufenbach – Kordel – Ehrang – Pfalzel – Trier Hbf (aufgrund von Hochwasserschäden längerfristig im Schienenersatzverkehr zwischen Kall und Gerolstein) Stand: April 2023 | 60 min |

Zum Einsatz kommen Fahrzeuge der Baureihen 620 und 622. Es gilt der Tarif des Verkehrsverbunds Region Trier (VRT).
Aufgrund der guten Eisenbahnanbindung und der relativ umständlichen Erreichbarkeit auf der Straße wird Kordel überhaupt nicht von Linienbussen angefahren.